# Вестерн-Лейк (Техас)
Вестерн-Лейк (англ. Western Lake) — переписна місцевість (CDP) в США, в окрузі Паркер штату Техас. Населення — 1762 особи (2020).

## Географія
Вестерн-Лейк розташований за координатами 32°37′16″ пн. ш. 97°49′0″ зх. д. / 32.62111° пн. ш. 97.81667° зх. д. (32.621160, -97.816656).  За даними Бюро перепису населення США в 2010 році переписна місцевість мала площу 9,10 км², з яких 8,98 км² — суходіл та 0,13 км² — водойми.

## Демографія
Згідно з переписом 2010 року, у переписній місцевості мешкало 1525 осіб у 521 домогосподарстві у складі 374 родин. Густота населення становила 167 осіб/км².  Було 603 помешкання (66/км²).
Расовий склад населення:
| - 79,4 % — білих - 1,4 % — корінних американців - 0,6 % — чорних або афроамериканців - 0,6 % — азіатів - 15,3 % — осіб інших рас |

До двох чи більше рас належало 2,8 %. Частка іспаномовних становила 30,4 % від усіх жителів.
За віковим діапазоном населення розподілялося таким чином: 28,5 % — особи молодші 18 років, 61,9 % — особи у віці 18—64 років, 9,6 % — особи у віці 65 років та старші. Медіана віку мешканця становила 32,8 року. На 100 осіб жіночої статі у переписній місцевості припадало 114,5 чоловіків;  на 100 жінок у віці від 18 років та старших — 110,2 чоловіків також старших 18 років.
Середній дохід на одне домашнє господарство  становив 57 451 долар США (медіана — 63 894), а середній дохід на одну сім'ю — 57 831 долар (медіана — 62 813). За межею бідності перебувало 6,0 % осіб, у тому числі 0,0 % дітей у віці до 18 років та 0,0 % осіб у віці 65 років та старших.
Цивільне працевлаштоване населення становило 566 осіб. Основні галузі зайнятості: транспорт — 16,6 %, роздрібна торгівля — 14,1 %, сільське господарство, лісництво, риболовля — 14,0 %.